# Nyctibiolepis megacantha
Genre
Espèce
Synonymes
- Taenia megacantha Rudolphi, 1819 (protonyme)

Nyctibiolepis megacantha est une espèce de plathelminthes de la famille des Dilepididae et parasitant des oiseaux.

## Hôtes
Cette espèce est décrite chez l'Ibijau gris (Nyctibius griseus) et l'Engoulevent d'Europe (Caprimulgus europaeus).

## Taxonomie
L'espèce est décrite en 1819 par Karl Asmund Rudolphi sous le protonyme Taenia megacantha, mais est déplacé dans le genre monotypique Nyctibiolepis par le russe A.A. Spasskiĭ en 1993, décision suivie dans le Biology Catalog proposé par Joel K. Hallan en 2008.